# Sinobatis caerulea
Sinobatis caerulea är en rockeart som beskrevs av Last och Bernard Séret 2008. Sinobatis caerulea ingår i släktet Sinobatis och familjen Anacanthobatidae. IUCN kategoriserar arten globalt som otillräckligt studerad. Inga underarter finns listade i Catalogue of Life.